# 藍線 (黎巴嫩)

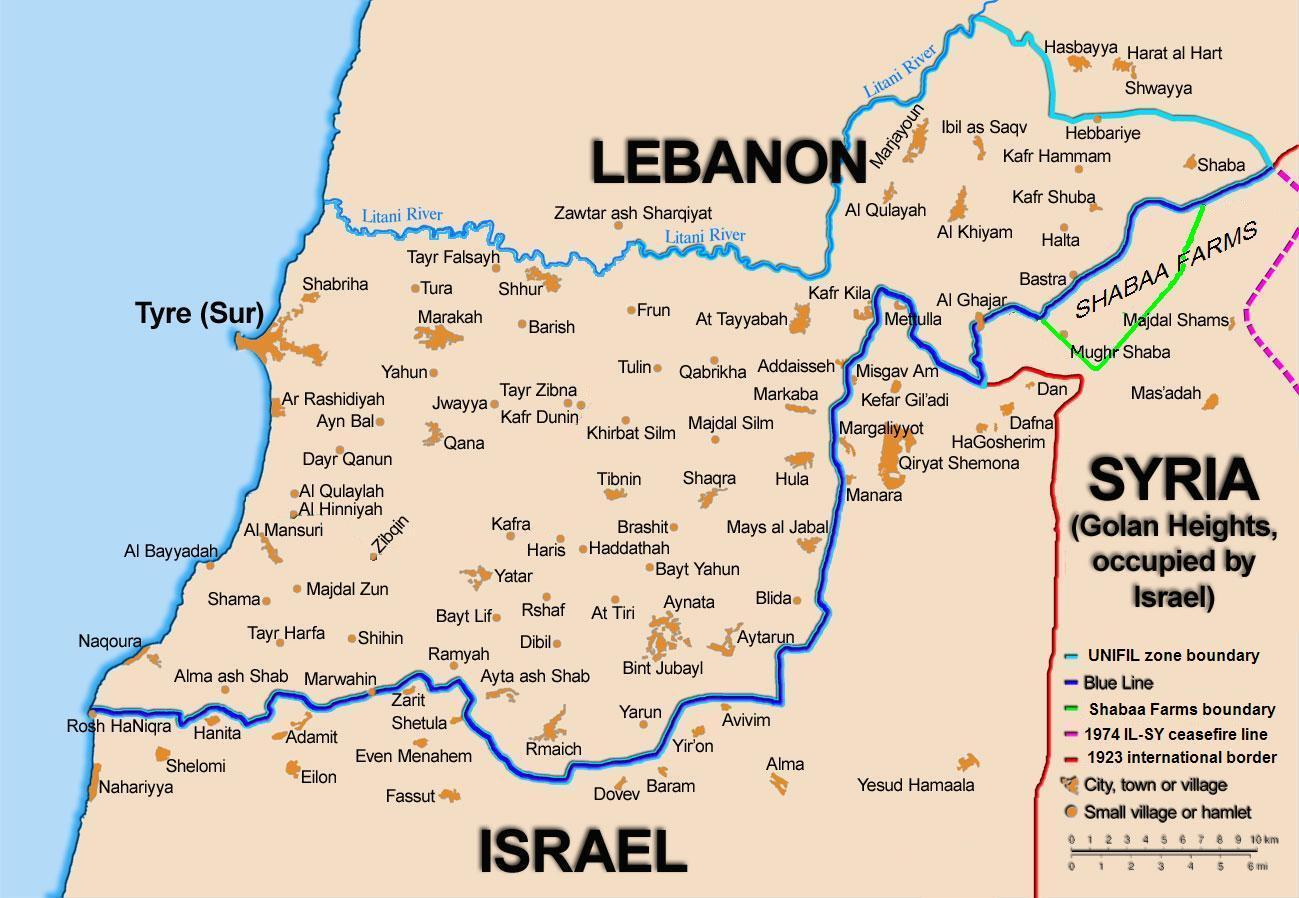
蓝线為黎巴嫩-以色列边界，延长线為黎巴嫩-戈兰高地边界

蓝线（Blue Line）是联合国于2000年6月7日公布的黎巴嫩与以色列之间的边界分界线，目的是确定以色列是否已完全撤出黎巴嫩。
截至2018年9月，以色列修建了与黎巴嫩边界11公里长的混凝土隔离墙，旨在保护以色列免受真主党的渗透。